# Compton Bennett
Herbert William Compton Bennett (Royal Tunbridge Wells, 15 gennaio 1900 – Londra, 11 agosto 1974) è stato un regista britannico.

## Filmografia

### Regista
- Settimo velo (The Seventh Veil) (1945)
- Il boia arriva all'alba (Daybreak) (1948)
- My Own True Love (1949)
- La saga dei Forsyte (That Forsyte Woman) (1949)
- Le miniere di Re Salomone (King Solomon's Mines) (1950)
- Il cacciatorpediniere maledetto (Gift Horse) (1952)
- Vittime dell'odio e dell'amore (So Little Time) (1952)
- I disperati (Desperate Moment) (1953)
- That Woman Opposite (1957)
- Berlino est passaporto falso (Beyond the Curtain) (1960)